# Andrés Perea
Andrés Felipe Perea Castañeda (ur. 14 listopada 2000 w Tampie) – amerykański piłkarz pochodzenia kolumbijskiego występujący na pozycji defensywnego pomocnika, reprezentant Stanów Zjednoczonych, od 2023 roku zawodnik New York City.
Jego ojciec, Kolumbijczyk Nixon Perea, również był piłkarzem. Urodził się w Stanach Zjednoczonych, skąd w wieku pięciu lat przeprowadził się do Kolumbii.